# Avant le Big Bang
Cet article concerne le livre portant ce nom. Pour la description de l'univers au voisinage du Big Bang, voir Big Bang, Pré Big Bang.
Avant le Big Bang est un ouvrage écrit par Igor et Grichka Bogdanoff et publié aux éditions Grasset en 2004. Il est réédité en collection de poche à l'automne 2006. Il donne lieu à de sévères critiques dans la presse scientifique grand public, et débouche sur une plainte en diffamation déposée par les frères Bogdanoff à l'encontre du magazine Ciel et Espace, plainte abandonnée en 2007, et à l'issue de laquelle les plaignants sont condamnés aux dépens.

## Propos de l'ouvrage
L'ouvrage est présenté par ses auteurs comme une version vulgarisée de travaux effectués dans le cadre de leurs thèses de doctorat, respectivement soutenues en 1999 (pour Grichka Bogdanoff) et 2002 (pour Igor).  Ils émettent ce qu'ils présentent comme une nouvelle hypothèse sur les origines de l'univers, appelée par eux « instanton primordial de taille zéro ». Selon la théorie développée dans Avant le Big Bang, il s'agirait d'une sorte d'état ultime de l'univers, situé pendant l'ère de Planck (« en deçà du mur de Planck », selon la terminologie des auteurs). Pour les auteurs, l'univers serait à ce stade concentré dans un unique objet mathématique appelé instanton, de taille ponctuelle, qu'ils nomment instanton gravitationnel singulier de taille zéro. Les concepts de matière, d'énergie et de temps seraient alors remplacés par ce qu'ils appellent de l'« information », conceptualisée en formules mathématiques pures. L'instanton singulier serait donc là avant la matière et renfermerait toutes les données actuelles de l'univers.
Une partie de ces idées a été initialement publiée dans plusieurs revues scientifiques à comité de lecture, mais n'ont cependant pas eu d'écho favorable notable au sein de la communauté scientifique travaillant sur les thématiques concernées. Au contraire, des discussions ont eu lieu, remettant fortement en cause le bien-fondé des assertions des auteurs de l'ouvrage.

## Polémique spécifique au livre
Positivement critiqué dans la presse généraliste (excepté par le quotidien Le Monde), ce livre a  été violemment critiqué à sa sortie par des magazines de vulgarisation scientifique et certains scientifiques : dans le magazine Lire de novembre 2004 (libre opinion de Jean Audouze, astrophysicien), dans La Recherche par Fabien Besnard, enseignant-chercheur à l'EPF (et auteur, au préalable, d'un article critique sur internet en octobre 2004) et par David Fossé, journaliste à Ciel et Espace (octobre 2004). Selon ce journaliste, cet ouvrage serait « prétentieux et truffé d'erreurs en mathématiques, physique et astrophysique », de plus certaines citations semblant apporter une caution académique au livre sont en fait des critiques tronquées.
Outre les thèses controversées, les critiques insistent sur ce qu'ils considèrent comme des erreurs grossières, ainsi que sur certaines coquilles et inexactitudes présentes dans l'ouvrage. En particulier, la mention en note de bas de page, dans la première édition du livre, que le nombre d'or est un nombre transcendant, et l'affirmation que l'expansion de l'Univers affecte notablement la taille du système solaire ont été largement mises en avant par les détracteurs du livre. De nombreuses autres inexactitudes se trouvent présentes dans le texte, comme la mention que le satellite artificiel WMAP a prouvé que la courbure spatiale de l'univers était strictement positive, que les théorèmes sur les singularités prouvent que l'univers est issu d'une singularité gravitationnelle, l'affirmation que la résolution des équations d'Einstein représente un système de vingt équations à dix inconnues, ou que la taille de l'univers observable croît au cours du temps à la vitesse de la lumière.  On peut également relever ce qui semble être une incohérence. Ainsi, les auteurs mentionnent, en lien avec le phénomène d'intrication quantique, que : « ... en temps imaginaire, il n'existe plus aucune distance mesurable... » alors qu'ils précisent auparavant que
« ...  l'équation de la chaleur  n'est autre que l'équation d'évolution de Schrödinger, mais écrite en temps imaginaire (et non plus en temps réel) ». Or l'équation de Schrödinger fait appel à un espace de Hilbert qui est un espace métrique dans lequel la distance entre les éléments est définie.
Sur la quatrième de couverture de la première édition du livre, les auteurs sont présentés comme faisant partie de l'« Institut international de physique mathématique ». Cet institut s'avère n'appartenir à aucune institution universitaire et n'être qu'une association loi de 1901 créée quelques jours seulement avant la sortie du livre par Igor Bogdanov.

## La plainte contreCiel et Espace
En octobre 2004, le magazine Ciel et Espace publie un article très critique sur Avant le Big Bang, intitulé « La mystification Bogdanov ». Sans se pencher en profondeur sur le contenu des affirmations scientifiques des auteurs (l'article se contente de mentionner ironiquement l'affirmation erronée faite au sujet de la variation de la taille du système solaire du fait de l'expansion de l'univers), sont relevés tout un ensemble de citations ambiguës, tronquées, voire travesties, le tout ayant une tendance systématique à faire paraître celles-ci comme favorables, ou en tout cas moins critiques que ce qu'elles étaient en réalité.
L'article cite l'exemple d'un commentaire fait par le physicien Urs Schreiber sur un forum de discussion, tentant de résumer le propos des auteurs. Celui-ci avait pris soin de préciser à l'issue de son analyse qu'il ne considérait pas ce que faisaient les frères Bogdanoff comme étant un raisonnement valide. Cette précision n'est pas présente dans Avant le Big Bang, où le reste du texte est traduit, faisant passer, selon Ciel et Espace « un texte technique mais critique pour un texte d'adhésion ». Le magazine précise qu'interrogé à ce sujet, Grichka Bogdanoff avait justifié l'enlèvement de cette phrase au motif qu'il s'agissait d'un « commentaire personnel ». De son côté, Urs Schreiber estime que les auteurs de Avant le Big Bang usent de « procédés assez éloignés de l'honnêteté ».
Dans le même ordre d'idées, l'article mentionne qu'une phrase du physicien Peter Woit lors d'un échange de correspondance avec les frères Bogdanoff a vu, à la suite de sa publication, son sens substantiellement modifié. Le propos initial de Peter Woit indiquait « Il est certainement possible que vous ayez obtenu des résultats valables dans le domaine des groupes quantiques ». Peter Woit indiquera plus tard avoir été trop poli, le terme « certainement possible » signifiant en réalité dans son esprit « possible quoique hautement improbable ». Dans Avant le Big Bang, la citation originale de Peter Woit devient « Il est tout à fait certain [que vous ayez obtenu des résultats valables dans le domaine des groupes quantiques] ». Également interrogé sur le bien-fondé de cette traduction, Grichka Bogdanoff réfutera toute erreur, précisant que « Avec cette phrase, le traducteur était confronté à une incohérence. Nous avons tranché pour une version qui respectait l'esprit de la formule originale. »
Enfin, Ciel et Espace fait mention de deux examinateurs des thèses d'Igor et Grichka Bogdanov se plaignant de la publication d'une traduction personnelle de leurs rapports avant soutenance. Le premier, Roman Jackiw, rapporteur de la thèse d'Igor Bogdanoff en 2002, considère que la traduction de son rapport est « extrêmement optimiste ». Le second, Shahn Majid (en), rapporteur de la thèse de Grichka Bogdanoff en 1999, dénonce plus d'une dizaine de glissements sémantiques lors de la traduction de son rapport, allant systématiquement vers une « surestimation outrancière » de la qualité de la thèse. L'article de Ciel et Espace mentionne notamment que le terme « une construction [mathématique] ébauchée » a été traduit en « La première construction [mathématique] ».
À la suite de l'article de Ciel et Espace, les frères Bogdanoff ont intenté à l'automne 2004 une action en justice contre le magazine pour diffamation. Il semble que leur plainte ne portait pas sur les problèmes de traduction évoqués ci-dessus, ni sur une quelconque erreur factuelle présente dans l'article, mais sur l'utilisation du terme « Mystification », présent dans le titre et la conclusion de l'article, au motif que celui-ci présupposait une intention volontaire de tromper le public, chose que les frères Bogdanoff ont toujours niée. La plainte a été instruite pendant près de deux ans, sans que les frères Bogdanoff se soient jamais rendus aux audiences. En l'absence d'action de la part des plaignants, la procédure s'est trouvée de fait prescrite dans le courant de l'année 2006, et les deux frères ont été condamnés aux dépens (c'est-à-dire au remboursement des frais de procédure) ainsi qu'au versement d'une indemnité de 2 500 euros au magazine.
À la suite de la procédure, plusieurs des citations tronquées ou indûment modifiées ont été amendées dans la seconde édition de Avant le Big Bang. Le commentaire d'Urs Schreiber, initialement mis en annexe de l'ouvrage a été complètement enlevé, et la traduction du rapport de Shahn Majid a été modifiée sur les points précis mentionnés par Ciel et Espace. Du reste, le nom de la personne chargée des traductions depuis l'anglais a été changé d'une édition à l'autre.